# Rohrberg (Altmark)
Pour les articles homonymes, voir Rohrberg.
Rohrberg est une commune allemande située dans l'arrondissement d'Altmark-Salzwedel et le Land de Saxe-Anhalt.

## Géographie
Rohrberg est située à 20km au sud de Salzwedel.

## Histoire
Rohrberg a été mentionnée pour la première fois dans un document officiel en 1212 sous le nom de Rorberge.